# Спектральная плотность
Спектра́льная пло́тность — базирующееся на преобразовании Фурье представление зависящих от времени сигналов (как детерминированных, так и случайных процессов) в виде спектров. Используется в статистической радиотехнике и физике.
Если сигнал {\displaystyle x(t)} детерминированный и имеет конечную энергию, то спектральная плотность есть преобразование Фурье от него:
{\displaystyle F(\omega )=\int \limits _{0}^{T}x(t)e^{-i\omega t}dt.}
Функция {\displaystyle G(\omega )={\frac {1}{T}}|F(\omega )|^{2}} характеризует, таким образом, распределение энергии сигнала по оси частот и называется спектральной плотностью мощности сигнала.
Если сигнал {\displaystyle x(t)} случайный и имеет длительность {\displaystyle T}, то спектральная плотность есть преобразование Фурье от его реализаций:
{\displaystyle F_{i}(f)=\int \limits _{0}^{T}x_{i}(t)e^{-i\omega t}dt,}
где {\displaystyle x_{i}(t)} — {\displaystyle i}-ая реализация случайного процесса {\displaystyle x(t)}.
Так как {\displaystyle F_{i}(\omega )} зависит от формы реализации случайного процесса, то для получения универсальной характеристики используют усреднение квадрата модуля {\displaystyle F_{i}(\omega )} по всем реализациям случайного процесса. 
{\displaystyle G(\omega )=\lim _{T\to \infty }{\frac {1}{T}}\mathbb {E} \{|F_{i}(\omega )|^{2}\}}
называется спектральной плотностью мощности процесса, {\displaystyle \mathbb {E} \{\ \}} — математическое ожидание.